# Isenburger Schloss

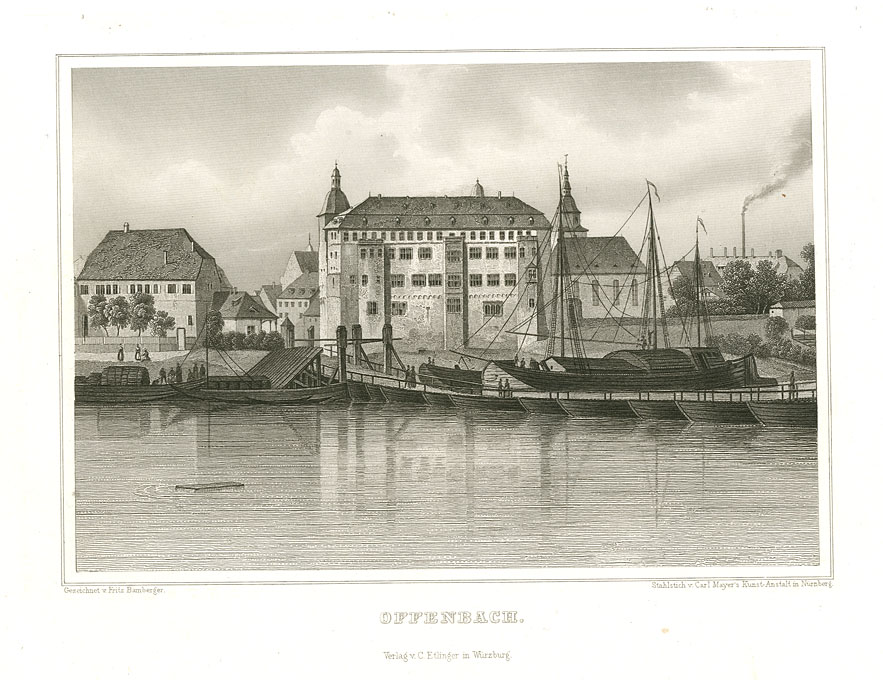
Das Isenburger Schloss auf einem Stahlstich von 1847

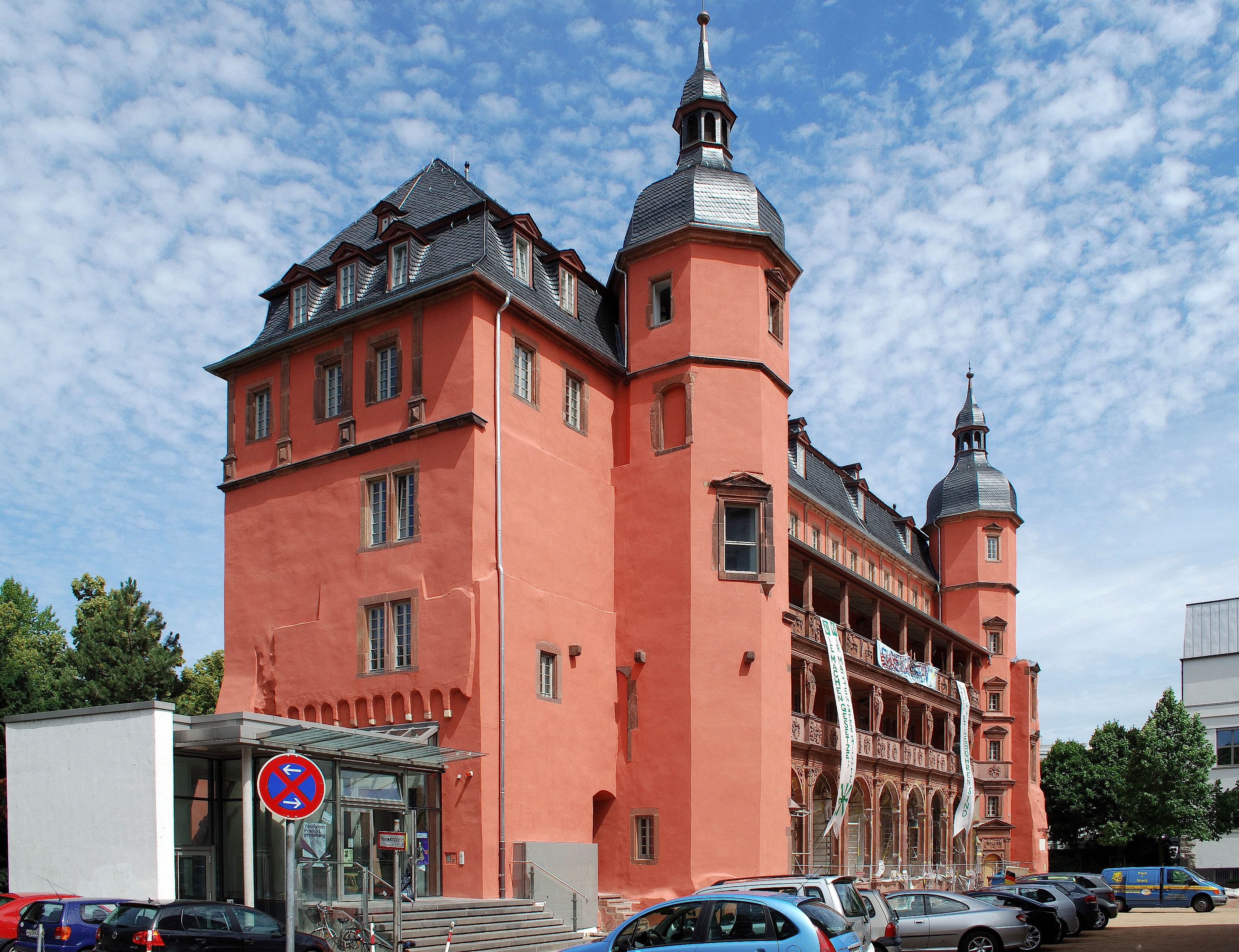
Die Südseite zum Schlossplatz

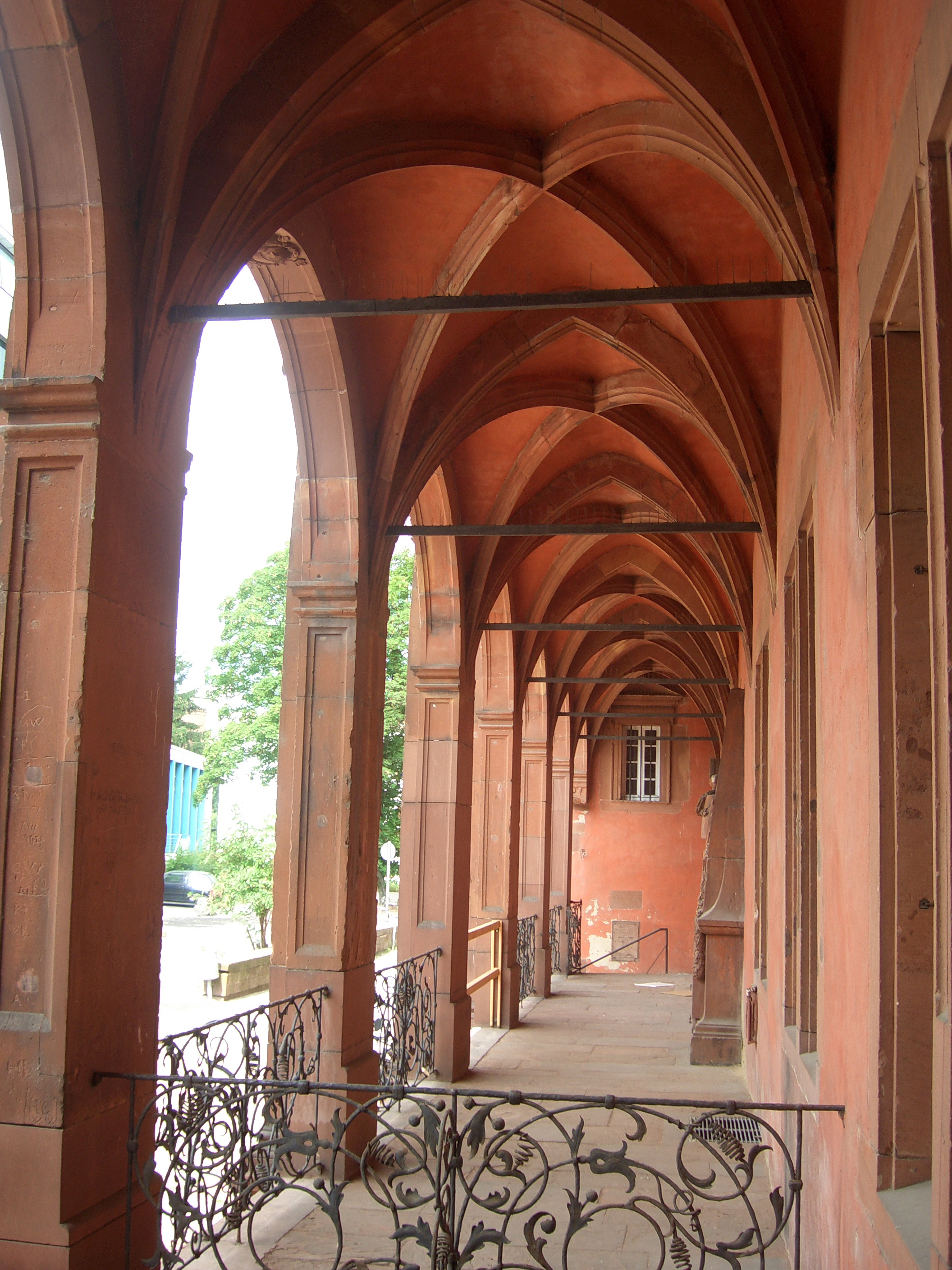
Der Bogengang mit Kreuzrippengewölbe im Erdgeschoss des Schlosses

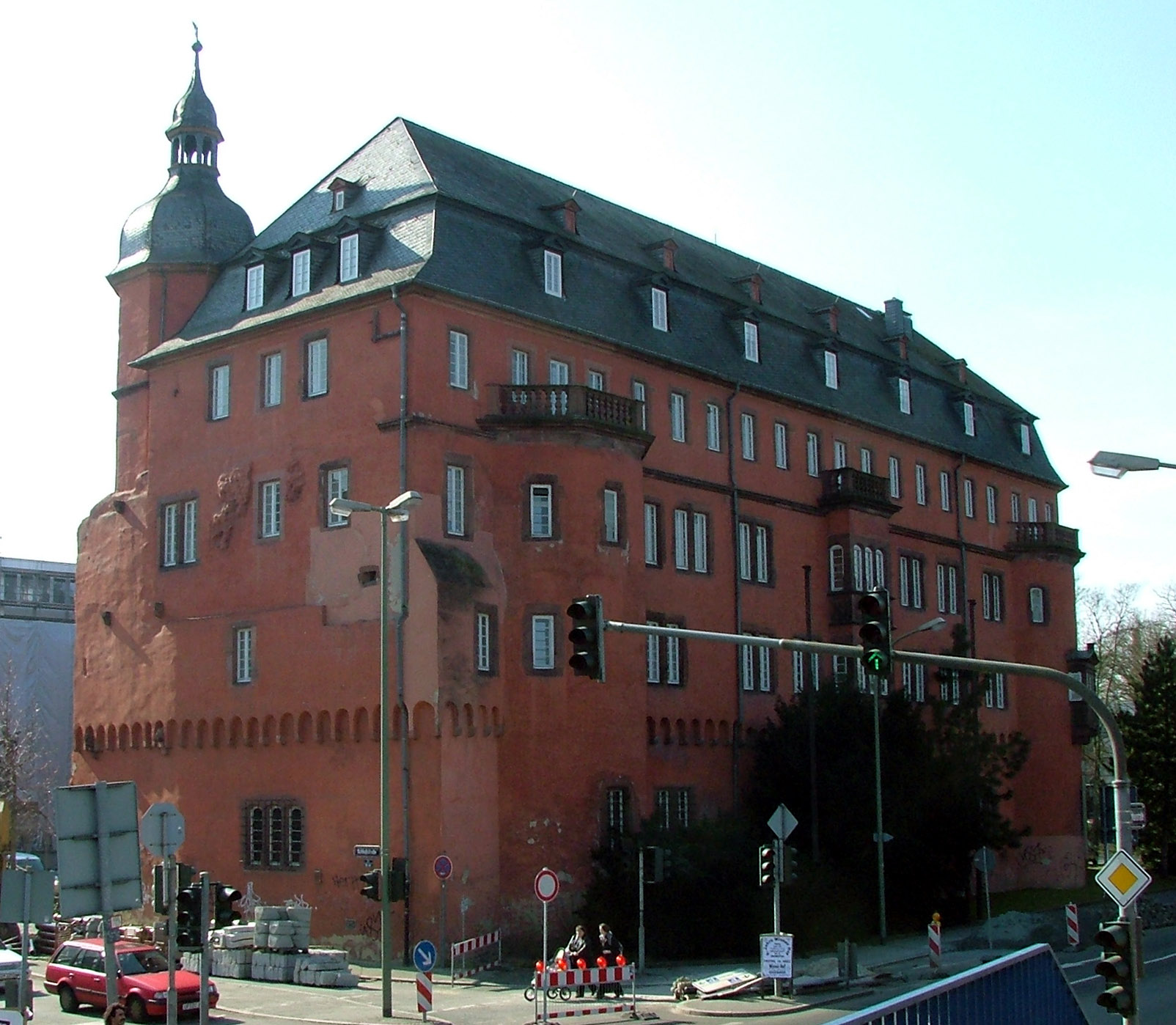
Nordansicht von der Mainseite

Das Isenburger Schloss ist ein Renaissance-Schloss in Offenbach am Main. Das mittelalterliche Grafengeschlecht Isenburg ließ es im 16. Jahrhundert errichten. Unter Kunsthistorikern gilt das Isenburger Schloss als bemerkenswertes Renaissanceobjekt. Dies wird durch die unterschiedlich gestalteten Fassaden an der Nord- und Südseite des Schlosses deutlich. Die Südseite zur Stadt hin zeigt sich als aufgelockerte Renaissancefassade mit Bogengängen zwischen zwei Treppentürmen, während die dem Main zugewandte Nordseite eine wehrhafte Fassade aus Teilen der älteren Bausubstanz zeigt. Geplant war das Schloss einstmals als Vierflügelschloss. Dieses Bauvorhaben wurde aber nie durchgeführt.

## Geschichte
Als Vorläufer des Isenburger Schlosses soll die 1394 von Werner von Falkenstein gebaute Wasserburg gelten. Das Renaissance-Schloss wurde 1559 fertiggestellt, brannte aber schon 1564 wieder völlig nieder. Dem folgenden Bau sind die bis heute erhaltenen Schlossgalerien auf der Südseite zu verdanken. Im Isenburger Schloss tagten mehrmals geschichtlich bedeutende Kongresse, unter anderem 1741 zur Reform der Reichsverfassung. Während des Dreißigjährigen Krieges residierte hier König Gustav II. Adolf von Schweden, um die Frankfurter Ratsherren zur Aufgabe ihrer Stadt zu bewegen.
Das Isenburger Schloss war von 1628 bis 1711 Residenzschloss der Grafen von Isenburg-Offenbach. Danach verblieb es im Besitz der Fürsten zu Isenburg und Büdingen in Birstein. Fürst Wolfgang Ernst II. zu Isenburg und Büdingen war bekannt dafür, dass er ein offenes Herz für religiöse Schwärmer hatte. Er überließ das Isenburger Schloss ab 1787 dem Anführer des Frankismus Jakob Joseph Frank, der mit seinem messianischen Erlösungswerk in Polen-Litauen versucht hatte, die Tore des ostjüdischen Schtetls zu öffnen, dafür aber vom traditionellen Judentum mehrfach verbannt und von der römisch-katholischen Kirche getauft, nobilitiert, aber wegen nicht-christlicher Glaubenspraktiken lebenslang verbannt und verfolgt wurde. Der Fürst von Isenburg gab so einem religiös Verfolgten Schutz und sich selbst zugleich das, wovon er sein Leben lang träumte. Frank residierte im Isenburger Schloss bis zu seinem Tode 1791 zurückgezogen als selbsterklärter Baron von Offenbach mit rund 400 Anhängern in Offenbach, die nach außen das Leben emigrierter polnischer Adeliger führten. Nach dem Tode Franks wurde seine Tochter Eva Frank Hausherrin des Isenburger Schlosses, sie starb 1816.
Bis 1883 hatte der Landschafts- und Historienmaler Leopold Bode ein Atelier im Schloss, auch später spielte das Gebäude eine bedeutende Rolle im Werk des Malers.
Im Jahr 1900 fiel das Schloss aus dem Privatbesitz in den Besitz des Großherzogtums Hessen-Darmstadt. Zu Ende des Zweiten Weltkriegs wurde das Schloss schwer beschädigt.
Unter der Leitung des Architekten Paul Friedrich Posenenske wurde von 1952 bis 1956 das Schloss wiederaufgebaut (begonnen von Erwin Schwarzer) und für eine Nutzung als Staatsbauamt hergerichtet. Außen wurden zahlreiche Details aufwändig restauriert, spätere Zierformen jedoch entfernt. Im September 1956 eröffnete das Jugendamt der Stadt Offenbach im 1. und zum Teil 2. Stock ein Jugendzentrum, das „Haus der offenen Tür“, das später als „Kinder-, Jugend- & Kulturzentrum - Isenburger Schloss“ bekannt wurde. Viele Offenbacher haben positiven Erinnerungen an das Schloss, an Beratungen in allen Lebenslagen, Freizeiten, Discos, Filme, Theater oder Konzerte. Am 28. Februar 1997 schloss die Jugendeinrichtung. Ersatzräume in der Sandgasse 26 wurden erst 2001 bezogen.
1977 wurde das Schloss orangerot gestrichen. Um das Jahr 2000 wurde das Schloss innen erneut saniert, ab 2007 fand eine Sanierung der Fassade statt.

## Heutige Nutzung
Das Isenburger Schloss ist heute Bestandteil des Campus der Hochschule für Gestaltung Offenbach. Hier sind der Bereich Fotografie und der Computer-Arbeitsraum untergebracht, anfangs befand sich bis zum Umzug in die größeren Räume in der Dependance Geleitstraße auch die Malereiklasse von Adam Jankowski in dem Gebäude. Das Erdgeschoss wird für Veranstaltungen genutzt.

## Belege
1. ↑  Lothar R. Braun: Der "Baron von Offenbach". In: Lothar R. Braun, Offenbacher gab's schon immer, Bintz-Verlag, Offenbach am Main, o. Jahresangabe (~nach 1976), S. 41 ff.
2. ↑  Klaus Samuel Davidowicz: Zwischen Prophetie und Häresie. Jakob Franks Leben und Lehren. Böhlau Verlag, Wien 2004, ISBN 3-205-77273-3, S. 127.

Koordinaten: 50° 6′ 28″ N, 8° 45′ 54″ O